# Пьяне-Крати
Пьяне-Крати (итал. Piane Crati) — коммуна в Италии, располагается в регионе Калабрия, в провинции Козенца.
Население составляет 1447 человек (2008 г.), плотность населения составляет 723 чел./км². Занимает площадь 2 км². Почтовый индекс — 87050. Телефонный код — 0984.
Покровительницей коммуны почитается святая великомученица Варвара, празднование 4 апреля.

## Демография
Динамика населения:

## Администрация коммуны
- Официальный сайт: https://web.archive.org/web/20100227184020/http://www.comunedipianecrati.it/